# Manfred David
Manfred David (* 13. September 1926 in Groß Wartenberg, Provinz Niederschlesien; † 10. September 2013 in Mannheim) war ein deutscher Kommunalpolitiker (SPD).

## Leben
David wurde 1944 zum Reichsarbeitsdienst in Ungarn verpflichtet. Nach dem Zweiten Weltkrieg studierte er zunächst an der Lehrerbildungsanstalt und dem Pädagogischen Institut in Erfurt, ging 1948 nach Weimar und setzt daraufhin sein Studium an der Johann Wolfgang Goethe-Universität Frankfurt am Main fort. Er legte 1952 das erste Staatsexamen und 1956 das zweite Staatsexamen ab.
Von 1952 bis 1966 unterrichtete David an Haupt- und Realschulen in Frankfurt am Main, zuletzt war er Rektor der Frankfurter Carlo-Mierendorff-Schule. Von 1964 bis 1967 war er Mitglied der Stadtverordnetenversammlung von Frankfurt. 1966 und 1967 war er Referent beim Regierungspräsidium Wiesbaden.
1967 wurde David Bürgermeister für Kultur, Schule und Sport der Stadt Mannheim. Das Amt übte er bis 1989 aus. Von 1981 bis 1989 war er zudem Erster Bürgermeister und Stellvertreter des Oberbürgermeisters von Mannheim. In diesem Amt folgte ihm Norbert Egger nach. In Davids fällt der Bau von 20 Schulen und die Generalinstandsetzung von neun weiteren Schulen. Er weihte 50 Turnhallen und vier Schwimmbäder ein. In seine Amtszeit fallen außerdem der Bau für das Museum Weltkulturen und die Erweiterung der Kunsthalle Mannheim. David setzte sich stark für den Bau des Carl-Benz-Stadions ein.
Von 1978 bis 1998 war David Geschäftsführer der Schweißtechnischen Lehr- und Versuchsanstalt Mannheim GmbH. Er war zudem Vorsitzender des Beirats des Goethe-Instituts, Vorsitzender der Deutsch-Sowjetischen Gesellschaft Rhein-Neckar und von 1996 bis 2002 Präsidiumsmitglied des SV Waldhof Mannheim. 1989 wurde David das Bundesverdienstkreuz 1. Klasse verliehen.
David war verheiratet und hatte zwei Töchter. Er verstarb drei Tage vor seinem 87. Geburtstag im September 2013. Bei der Trauerfeier würdigte Oberbürgermeister Peter Kurz den Verstorbenen für seine Verdienste. David wurde auf dem Hauptfriedhof Mannheim beigesetzt.

## Werke
- Stationen meines Lebens, Verlag Waldkirch, Mannheim 2007, ISBN 3-927455-40-7.